# Priska Madelyn Nugroho
Priska Madelyn Nugroho (sinh ngày 6 tháng 1 năm 2003) là vận động viên quần vợt người Indonesia.
Nugroho và đồng đội Alexandra Eala vô địch danh hiệu đôi nữ trẻ Úc Mở rộng 2020 đánh bại Živa Falkneđ  Matilda Mutavdzic ở chung két.

## Chung kết Grand Slam trẻ

### Đôi nữ trẻ
| Kết quả | Năm  | Giải đấu                 | Mặt sân  | Đồng đội       | Đối thủ                        | Tỷ số    |
| ------- | ---- | ------------------------ | -------- | -------------- | ------------------------------ | -------- |
| Vô địch | 2020 | Giải quần vợt Úc Mở rộng | Sân cứng | Alexandra Eala | Živa Falkner Matilda Mutavdzic | 6–1, 6–2 |